# Lasioglossum pruinosum
Lasioglossum pruinosum är en biart som först beskrevs av Robertson 1892. Den ingår i släktet smalbin och familjen vägbin. Inga underarter finns listade i Catalogue of Life.

## Beskrivning
Huvudet och mellankroppen är ljust grönblå med mörkbruna antenner vars undersida i de yttre delarna är rödbrun hos honan, gul till gulbrun hos hanen. Benen är mörkbruna med rödbruna fötter hos honan, ljusgula hos hanen. Clypeus har övre delen svartbrun, hos hanen med en gul övre kant, den undre delen guldgul. Hos hanen är mandiblerna och labrum gul. Vingarna är genomskinliga med blekgula ribbor. På bakkroppen är tergiterna blågröna och sterniterna bruna, bäda med bakkanterna genomskinligt gula. Hårbeklädnaden är tät och vitaktig. Arten är liten; honan har en kroppslängd från 5,6 till 6,9 mm, hanen från 5 till 5,6 mm.

## Utbredning
Arten förekommer från hela, sydligaste Kanada till större delen av USA, med sydgräns från nordöstra Arizona, över New Mexico och nordligaste Texas till Tennessee. Den är ovanlig i västra USA.

## Ekologi
Arten är polylektisk, den flyger till blommor från flera olika familjer. Främst korgblommiga växter och ärtväxter, men också flockblommiga växter, korsblommiga växter, kaktusväxter, kaprisväxter, paradisblomsterväxter, dunörtsväxter, snyltrotsväxter, ranunkelväxter, rosväxter och flenörtsväxter. Flygtiden varar från mars till oktober.
Artens biologi är inte väl känd, men den antas vara social och bygga sitt bo i marken. Endast de parade, unga honorna övervintrar.